# آدولف اوگی
آدولف اوگی (انگلیسی: Adolf Ogi؛ زادهٔ ۱۸ ژوئیهٔ ۱۹۴۲) سیاستمدار اهل سوئیس است. وی دو بار در سال‌های ۱۹۹۳ و ۲۰۰۰ رئیس‌جمهور سوئیس بود.